# Karlebotn
Karlebotn (nordsamisk Stuorravuonna) er en fjordarm af Varangerfjorden i Nesseby kommune i Troms og Finnmark fylke i Norge. Den går i vestlig retning fra indløbet og er omkring  seks kilometer lang. Fjorden starter i øst ved Skjåholmen og ligger mellem Angsnes i nord og Veidneset i syd. Sammen med Meskfjorden nord for Angsnes danner Karlebotn den inderste del av Varangerfjorden.
Inderst i fjorden ligger bygden Karlebotn. Der ligger også bebyggelser  langs sydsiden af fjorden, hvoraf den største er Sirddagohppi. 
Europavej E6 går langs sydsiden af fjorden, mens Fylkesvej 311  går langs enden af fjorden.